# Piekiełko (Skamieniałe Miasto)
Piekiełko – jeden z ostańców w Grupie Borsuka w rezerwacie przyrody Skamieniałe Miasto na Pogórzu Ciężkowickim w mieście Ciężkowice w województwie małopolskim, w powiecie tarnowskim, w gminie miejsko-wiejskiej Ciężkowice. Znajduje się w środkowej części tej grupy, na zachodnim, opadającym do doliny Białej stoku wzgórza Skała.
Nazwa skały związana jest z jej kolorem. Jest bowiem na dużej powierzchni czerwona, jak osmalona ogniem z piekła rodem. Przyczyną tego jest występowanie w niej pstrych łupków, które obok piaskowców występują w wielu miejscach rezerwatu Skamieniałe Miasto. Są to ilaste, lub mułowcowe skały, które powstały w wyniku sedymentacji pelagialu. Mają charakterystyczną, czerwoną barwę, miejscami smugowaną szaro-zielonymi warstewkami.
Podobnie, jak wszystkie pozostałe skały w Skamieniałym Mieście Orzeł zbudowany jest z piaskowca ciężkowickiego. Wyodrębnił się w okresie polodowcowym w wyniku selektywnego wietrzenia. Najbardziej na wietrzenie narażone były płaszczyzny spękań ciosowych, przetrwały zaś fragmenty najbardziej odporne na wietrzenie. Doprowadziło to do powstania różnorodnych, izolowanych od siebie form skałkowych. W procesie ich powstawania odegrały rolę również powierzchniowe ruchy grawitacyjne i obrywy, które powodowały przemieszczenia się niektórych ostańców i ich wychylenia od pionu.
Skała Piekiełko nadaje się do boulderingu i wśród uprawiających ten rodzaj wspinaczki skała była bardzo popularna. Na jej północnej, południowej i wschodniej ścianie jest 15 dróg wspinaczkowych (baldów) o trudności od 3+ do 7b+ w skali francuskiej. Wspinanie jednak jest zabronione.
Pomiędzy skałami Grupy Borsuka prowadzi znakowany szlak turystyczny. Wędrówkę nim można rozpocząć od parkingu znajdującego się w odległości około 1 km od centrum Ciężkowic, po lewej stronie drogi wojewódzkiej nr 977 z Tarnowa do Gorlic.

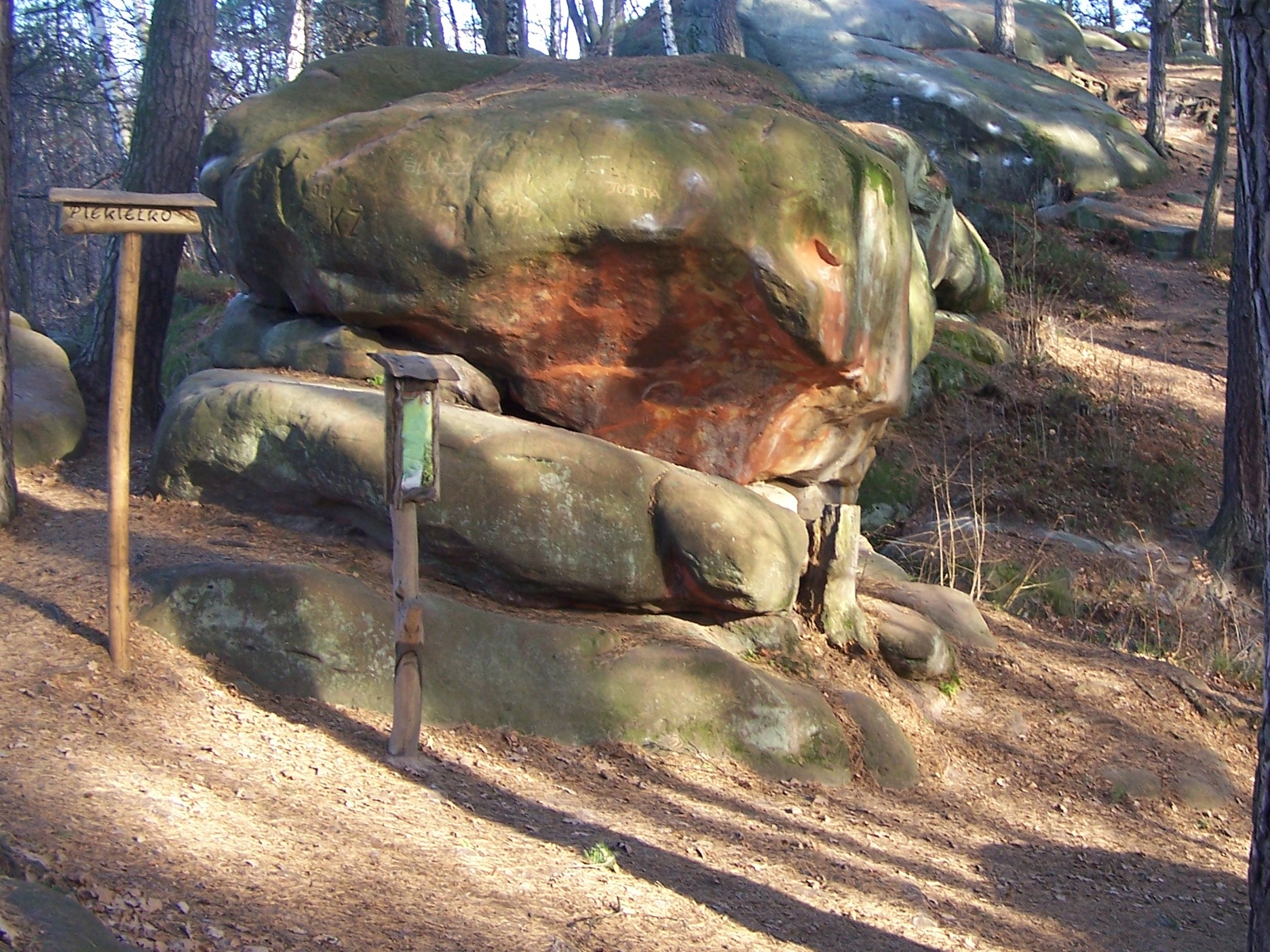
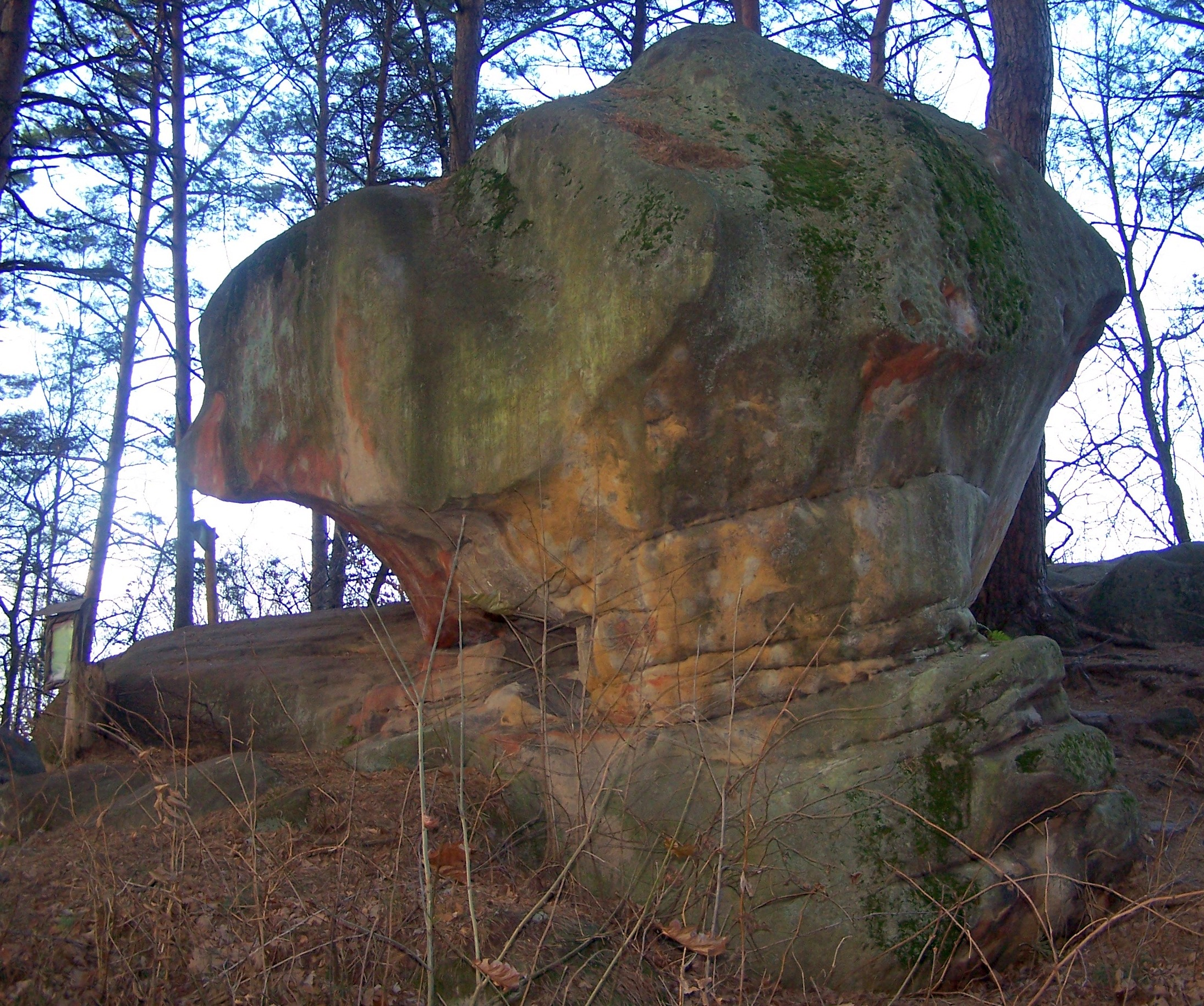
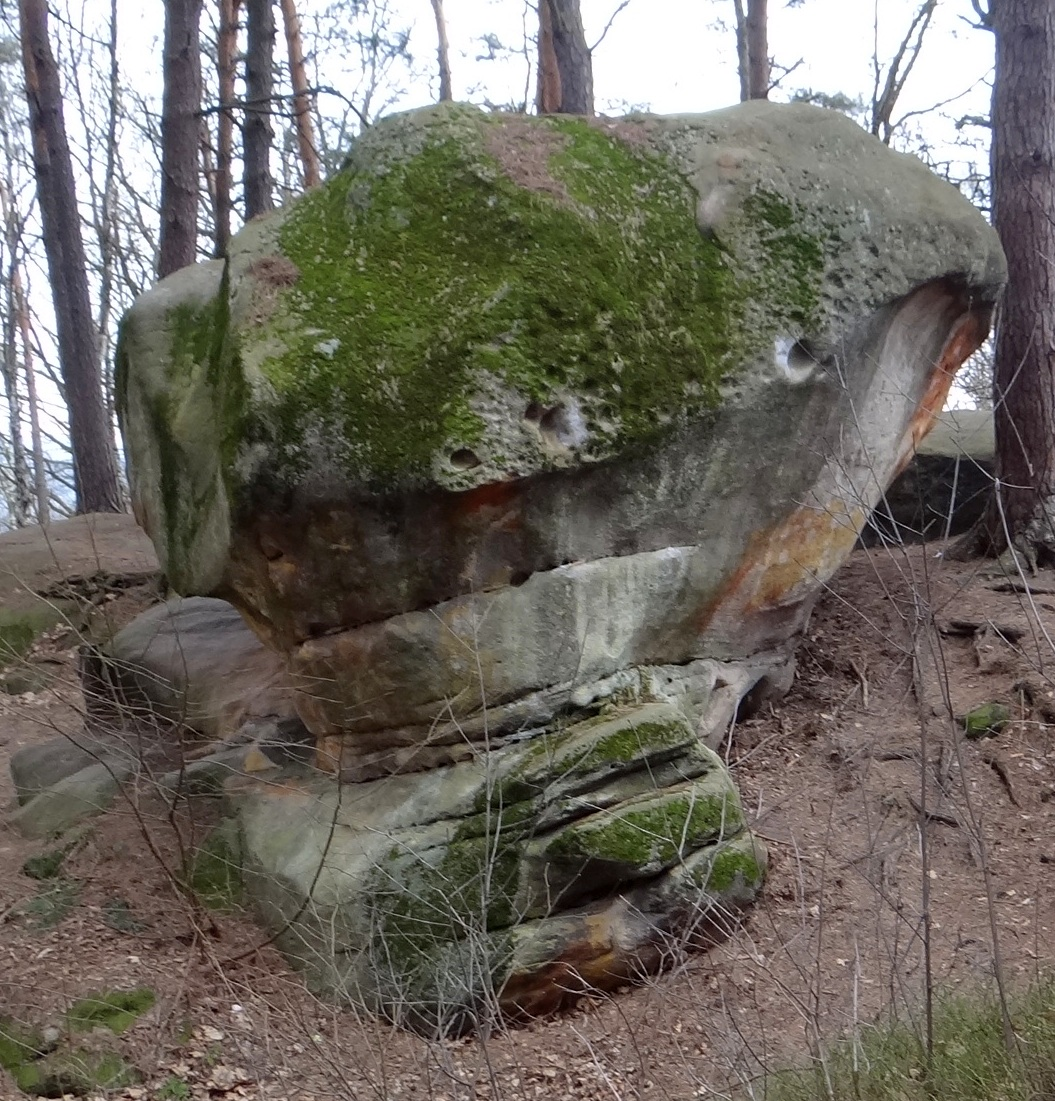